# BR 42
BR 42 var ett tyskt ånglok som tillverkades under andra världskriget. Det var en av de tre huvudsakliga klasserna av Kriegslokomotive som användes av Deutsche Reichsbahn. 
Loket tillverkades i betydligt mindre serier än det mindre BR 52 - endast 859 exemplar jämfört med 6300 BR 52. Med sin högre effekt och sitt högre axeltryck var det betydligt mer ekonomiskt än de mindre loken, men samtidigt begränsat till användande på linjer med högre teknisk standard. 
BR 42 var en vidareutveckling av förkrigstida BR 44 där man hade minskat antalet delar och andelen dyrbara material för att snabba upp produktionen. 

### Webbkällor
- ”Baureihe 42”. Deutsche Gesellschaft für Eisenbahngeschichte. http://dlok.dgeg.de/94.htm. Läst 18 mars 2012.